# 塞巴斯蒂安·海曼
塞巴斯蒂安·海曼（德語：Sebastian Heymann，1998年3月1日—），生于海尔布隆，德国男子手球运动员。他曾代表德国国家队参加2024年夏季奥林匹克运动会男子手球比赛，获得一枚银牌。